# Chanté Nwel
Chanté Nwel (littéralement en français : « chanter Noël ») est une tradition antillo-guyanaise qui se déroule entre les fêtes de la Toussaint et Noël, notamment en Guadeloupe, en Martinique et en Guyane.
Préparation aux fêtes de Noël, il s'agit d'un regroupement de personnes pour chanter des cantiques de Noël classiques, mais aussi partager un repas traditionnel. Si, historiquement, cette rencontre se fait dans un cadre familial ou amical, elle s'est généralisée au sein d'entreprises ou donne lieu à des festivités publiques. Les chants de Noël, s'ils conservent souvent les paroles d'origine en français, sont instrumentalisés au rythme des Antilles avec souvent l'utilisation du gwo ka ou de la biguine en Guadeloupe, ou peuvent faire l'objet d'adaptations en créole, notamment concernant les refrains,. 
Cette célébration fait l'objet en 2007 d'une opération de rapprochement des cultures conjointement organisée par le ministère de la Culture et de la Communication et de la délégation interministérielle pour l'égalité des chances des Français d'outre-mer.

## Histoire
L'origine des chanté nwel remonte à la période de l'esclavage aux Antilles. Le Code Noir impose que les esclaves soient « baptisés et instruits dans la religion catholique, apostolique et romaine ». Il s'ensuit pour les Noirs victimes du commerce triangulaire un mélange entre leur culture africaine d'origine et des textes catholiques européens. Aux cantiques se mêlent des improvisations en créole, parfois plus profanes que sacrées, et des sonorités issues de la musique que les Antillais composent, au rythme notamment de tambours – les Jésuites ayant formé certains esclaves à l'apprentissage d'instruments de musique pour les offices religieux.